# Akira Suzuki
Akira Suzuki (鈴木 章, Suzuki Akira, 12 de setembre de 1930, Mukawa, Hokkaidō) és un químic japonès, guardonat amb el Premi Nobel el 2010, que va publicar per primer cop la reacció de Suzuki, una reacció orgànica d'un àcid aril- o vinil-borònic amb un halur d'aril o vinil catalitzat per un complex de pal·ladi(0), el 1979.

## Biografia
Suzuki va estudiar a la Universitat de Hokkaidō i després d'obtenir el seu doctorat hi treballà com a professor ajudant. De 1963 a 1965, Suzuki va treballar com a postdoctorand amb Herbert Charles Brown a la Universitat de Purdue i després, quan tornà a la Universitat de Hokkaido, hi esdevingué professor. Arran de la seva retirada de la Universitat de Hokkaido el 1994 va treballar en diferents llocs de treball en altres universitats: la Universitat de Ciències d'Okayama de 1994 a 1995 i la Universitat de Ciències i d'Arts de Kurashiki de 1995 a 2002. Va rebre el Premi Nobel de Química el 2010 conjuntament amb Richard F. Heck i Ei-ichi Negishi.